# Gymnothorax equatorialis
Gymnothorax equatorialis är en fiskart som först beskrevs av Hildebrand, 1946.  Gymnothorax equatorialis ingår i släktet Gymnothorax och familjen Muraenidae. IUCN kategoriserar arten globalt som livskraftig. Inga underarter finns listade i Catalogue of Life.